# Censhanxiang (ort i Kina, Shanxi Sheng, lat 38,87, long 112,08)
Censhanxiang (kinesiska: 涔山乡) är en ort i Kina. Den ligger i provinsen Shanxi, i den norra delen av landet, omkring 120 kilometer norr om provinshuvudstaden Taiyuan. Antalet invånare är 3 574. Befolkningen består av 1 693 kvinnor och 1 881 män. Barn under 15 år utgör 15,0 %, vuxna 15-64 år 74 %, och äldre över 65 år 9,0 %.
Runt Censhanxiang är det ganska tätbefolkat, med 83 invånare per kvadratkilometer. Närmaste större samhälle är Dongzhai, 6,7 km söder om Censhanxiang. I omgivningarna runt Censhanxiang växer i huvudsak blandskog.
Genomsnittlig årsnederbörd är 613 millimeter. Den regnigaste månaden är juli, med i genomsnitt 191 mm nederbörd, och den torraste är januari, med 2 mm nederbörd.